# Mönchehof (Warburg)

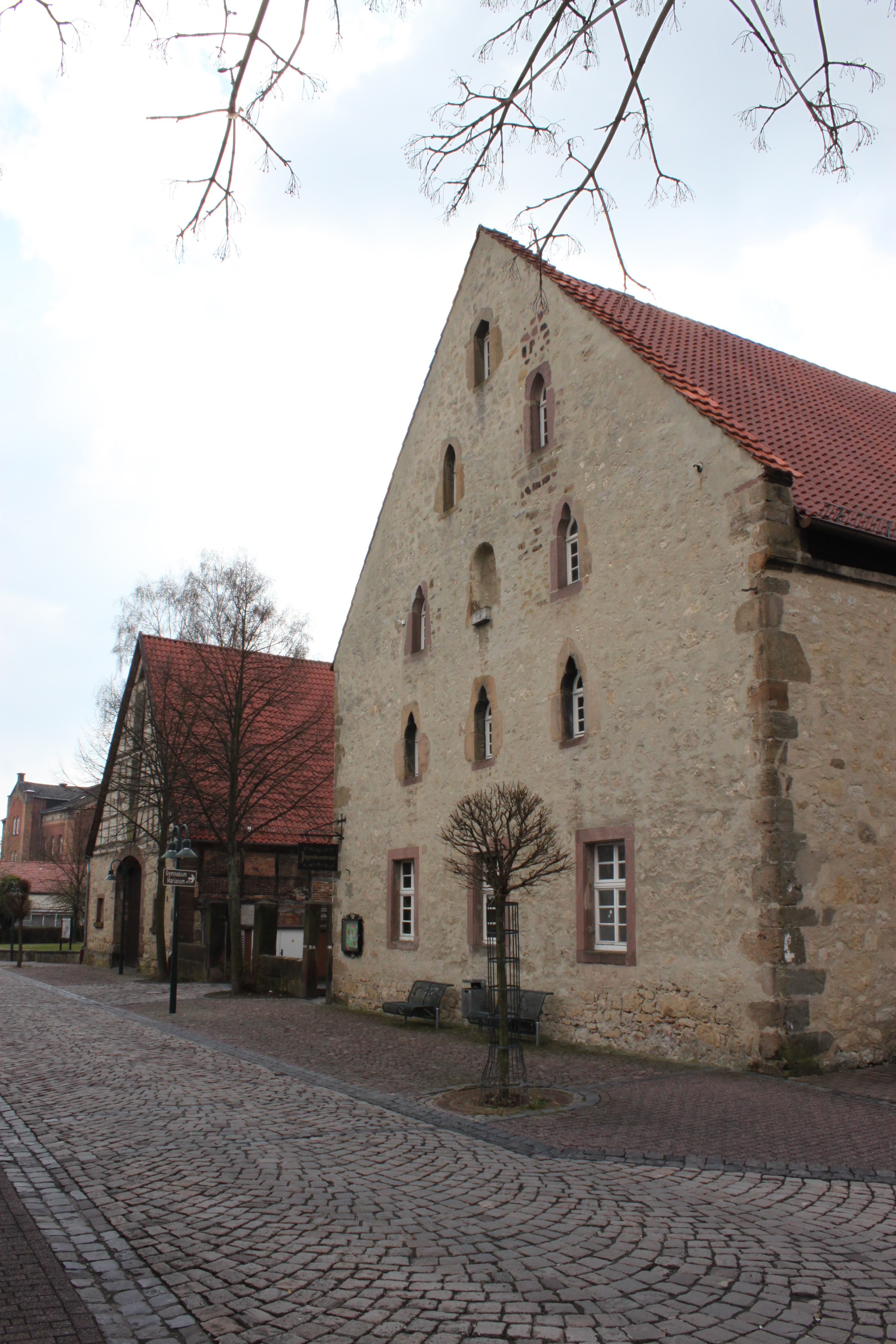
Die Straßenfassade 2010

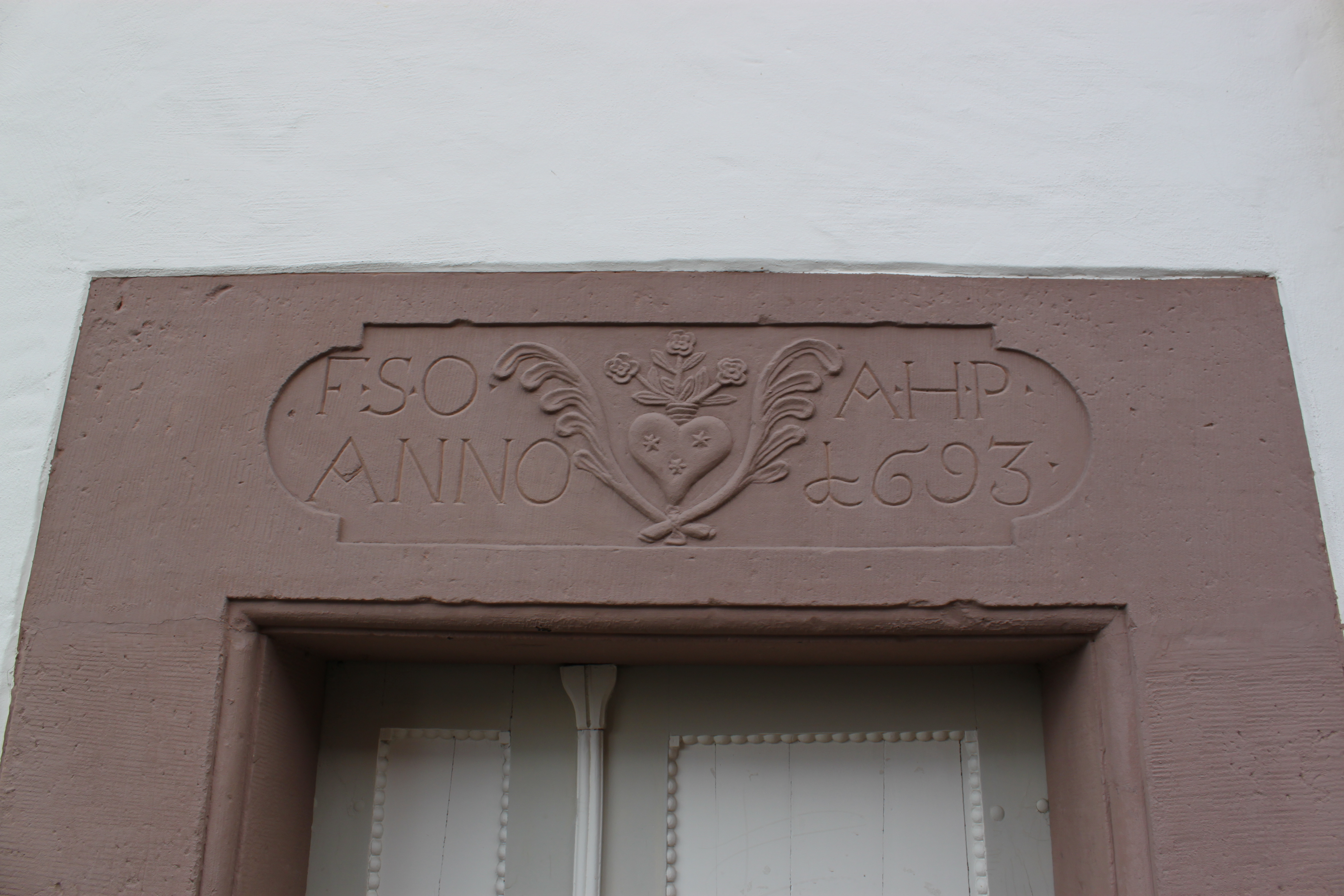
Türsturz vom Umbau 1693

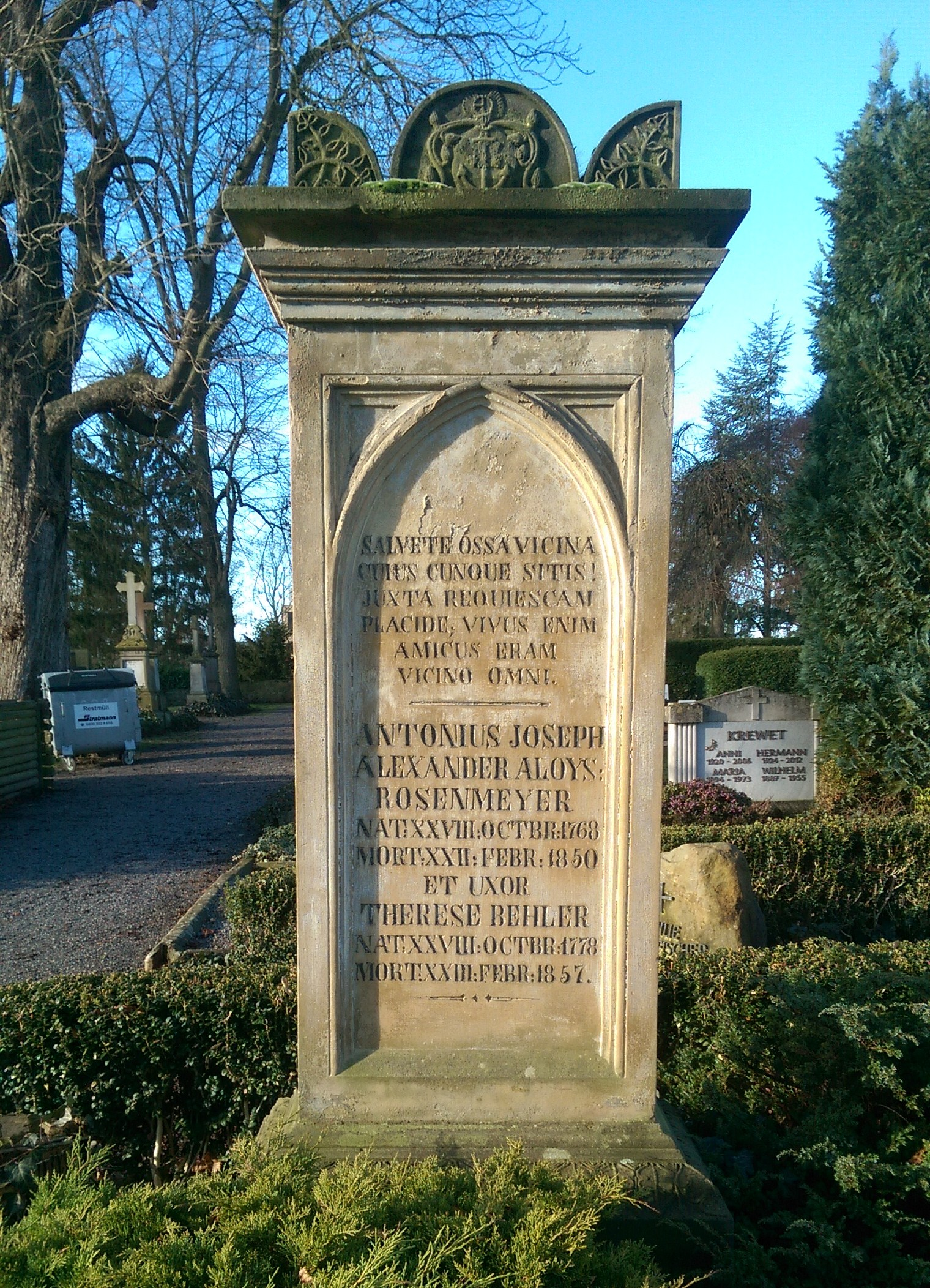
Grabmal von Antonius Joseph Rosenmeyer (1768–1850), dessen Familie den Mönchehof und die benachbarte Scheune vom 1804–1919 besaß

Der Mönchehof ist ein 1292 als Niederlassung des Klosters Hardehausen erbautes Steinhaus in Warburg. Das als Kulturdenkmal ausgewiesene Gebäude wird heute als Jugendzentrum genutzt.

## Geschichte
Der Paderborner Bischof Simon I. von Lippe, Landesherr der Stadt Warburg, wies 1258 dem Zisterzienserkloster Hardehausen einen Hof in der nur wenige Jahrzehnte zuvor gegründeten Warburger Neustadt „frei von allen Lasten“ zu. Das zwischen Adelshöfen gelegene Grundstück in der heutigen Sternstraße 27 war zunächst mit einem kleineren unterkellerten Haus im rückwärtigen Teil bebaut. 1281 schenkte der Bischof dem Kloster noch einen zweiten Hof, den sie jedoch mit seinem Einverständnis an die Stadt Warburg verkauften. 1291 wurde – möglicherweise mit dem Verkaufserlös – der Hof in der Sternstraße bis zur Straße hin zu einem 45,65 m langen, zweigeschossigen Steinhaus verlängert. Der Straßengiebel wurde als repräsentativer, steinerner Staffelgiebel mit 9 spitzbogigen Fensteröffnungen ausgeführt. Die Erschließung erfolgte jedoch von den Traufseiten. Im Inneren sind noch die originalen Holzbalkendecken erhalten.
Bereits unter dem Hardehäuser Abt Johannes IV. (1304–1331) wurde das Haus als „Monnikshof“ bezeichnet. Unter Abt Hermann II. (1401–1430) wurden die Privilegien des Hofes, insbesondere Befreiung von städtischem Wachtdienst, Abgaben und Gericht gegen Zahlung von 60 Mark (= ca. 14,04 kg Silber) erneuert.
1680 bis 1693 erfolgte unter Abt Stephan Overgaer (1675–1713) ein Umbau des Erdgeschosses zu Wohn- und Kontorzwecken. Es erhielt größere Fenster und Türen im Barockstil. Die Beladung der Kornböden erfolgte seitdem durch eine neu gebrochene Luke von der Straße aus. 1722 wurde der Südtrakt als Sommerwohnung erneuert.
Nach der Säkularisation des Klosters Hardehausen erwarb 1804 Anton Josef Alexander Rosenmeyer, dritter Sohn des ehemaligen Bürgermeisters Balthasar Rosenmeyer, den Hof einschließlich der östlich gelegenen Scheune, die danach Rosenmeyer'sche Scheune genannt wurde.
Im Dezember 1919 verkauften die Erben Rosenmeyer den Hof an die Stadt Warburg, die ihn zunächst zu Wohnzwecken vermietete. 1975 beantragte eine Bürgerinitiative für ein kommunales Jugendzentrum eine im Mönchehof freigewordene Wohnung für Jugendräume umzunutzen und zunächst dem Gymnasium Marianum zuzuordnen. 1980 ließ die Stadt Warburg schließlich das gesamte Haus als Jugendzentrum umbauen und einrichten. Diese Funktion hat es noch heute.